# Panorpa komaensis
Panorpa komaensis är en näbbsländeart som beskrevs av Hanjiro Okamoto 1925. 
Panorpa komaensis ingår i släktet Panorpa och familjen skorpionsländor. Inga underarter finns listade i Catalogue of Life.